# K-13
Il K-13 o R-3, noto come AA-2 Atoll (designazione NATO) in occidente, è un missile aria-aria (in inglese: AAM - Air to Air Missile) di fabbricazione sovietica.
L'R-3 viene prodotto in Cina come PL-2, PL-3 e PL-5, ed in Romania come A-91.

## Sviluppo
Il K-13 (la sigla K deriva dal termine kompleks, complesso), anche designato come oggetto 310, fu sviluppato a partire dal 1958 ed entrò in servizio nel 1960. Il missile si basava interamente sul progetto del AIM-9 Sidewinder statunitense. Varie fonti riportano che un esemplare di AIM-9B praticamente integro cadde in mani sovietiche quando un MiG-17 cinese venne colpito durante la seconda crisi dello Stretto di Taiwan, senza che l'arma esplodesse, da un F-86 Sabre taiwanese in uno scontro aereo il 28 settembre 1958. Il missile rimase incastrato nella fusoliera del piccolo caccia e venne riportato alla base. L'ordigno venne quindi ceduto ai sovietici che lo smontarono e lo studiarono.
Una novità introdotta dal Sidewinder era quella di avere una costruzione modulare ed una semplicità che i missili sovietici precedenti non avevano. Il generale Gennadij Sokolovskij (Геннадий Соколовский), futuro ingegnere capo dell'OKB Vympel, affermò:
(Gennadij Sokolovskij)
Durante lo sviluppo, affidato all'MKB Vympel, i sovietici adottarono decine di nuove migliorie al progetto originale. La produzione di serie cominciò nel 1960, sotto il nome di R-3. In Occidente il missile venne alla luce nel 1961, quando la NATO gli assegnò il nome di Atoll (poi AA-2A per il Dipartimento della Difesa USA e Atoll-A per la NATO). Nel 1962 venne prodotto il primo R-3S (la sigla S indica), di grande serie. L'R-3S necessitava di 22 secondi per agganciarsi al bersaglio, mentre all'R-3 ne servivano solo 11.
Furono approntate una versione da addestramento, denominata R-3U (učebnaja, addestrativa) e AA-2B Atoll-B per la NATO, che non veniva lanciata da un vettore aereo, e la versione inerte R-3P (praktičeskaja). Nel 1961 si cominciò anche a costruire una versione a guida radar semiattiva, inizialmente chiamata K-13R (od oggetto 320), successivamente entrata in servizio come R-3R nel 1966 (AA-2C Atoll-C). Vi era anche una versione chiamata RM-3V (raketa mišen, missile bersaglio) usata in addestramento come bersaglio aereo.
Verso la fine degli anni sessanta si cominciò a lavorare ad un aggiornamento sotto il nome di K-13M (od oggetto 380), introdotto in servizio poi nel 1973 come R-13M (AA-2D Atoll-D). Era un'arma comparabile allo AIM-9G Sidewinder, introduceva una nuova spoletta di prossimità radio invece che ottica, più propellente solido, una testa cercante raffreddata ad azoto, una migliore manovrabilità ed una più potente testata esplosiva. Comunque restava un missile non all-aspect, ovvero senza la possibilità di acquisire un bersaglio orientato in qualsiasi angolazione.

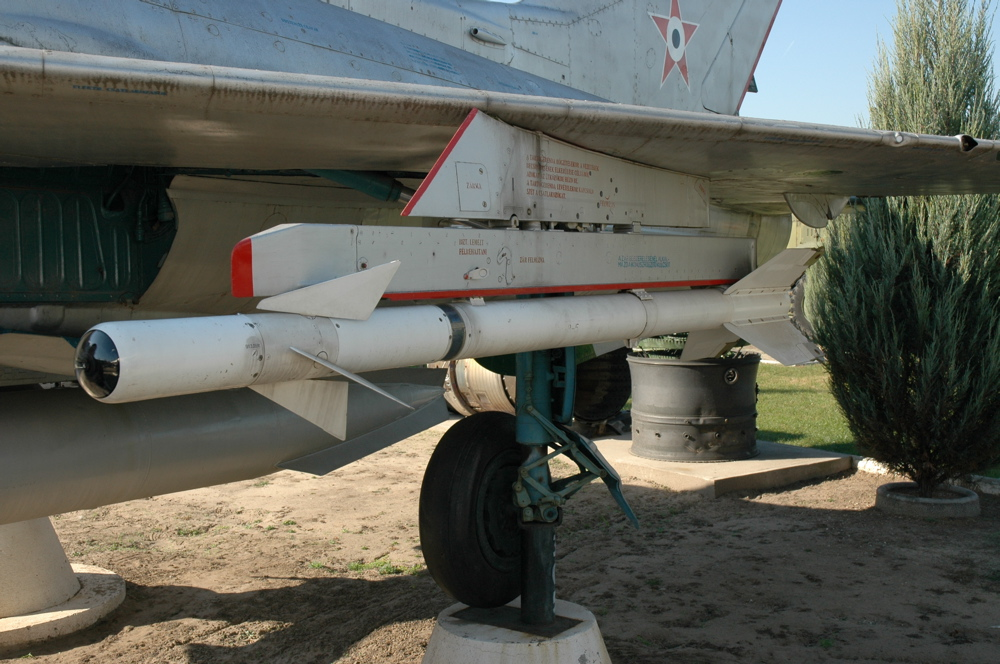
Un R-3 agganciato ad un pilone subalare di un MiG-21 ungherese nel museo di storia militare di Kecel
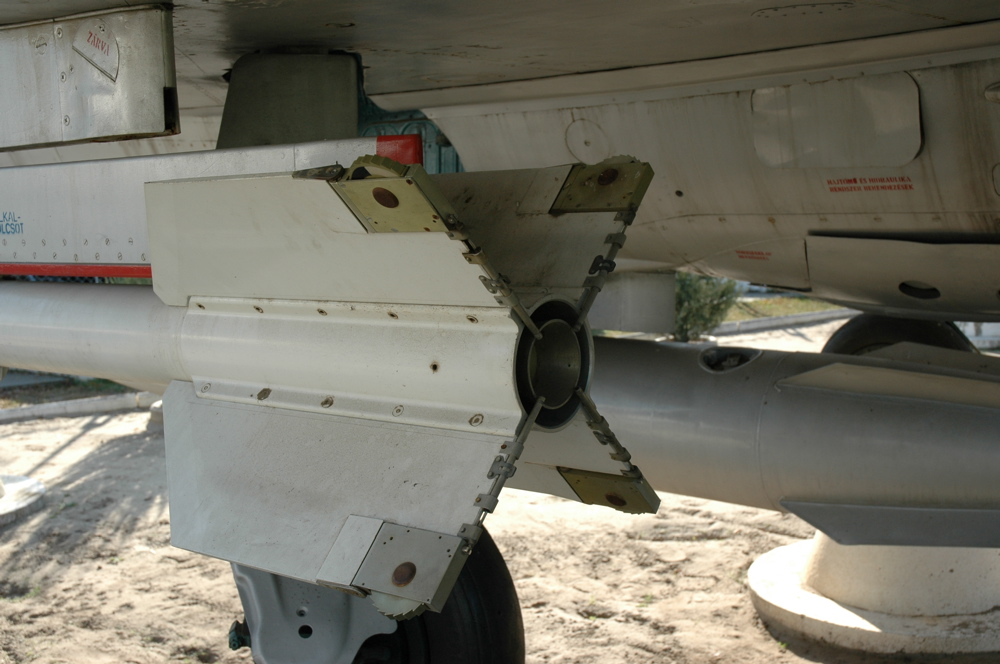
Particolare della coda, sono visibili i giroscopi, simili a quelli adottati dal Sidewinder, azionati dal flusso d'aria (rolleron)
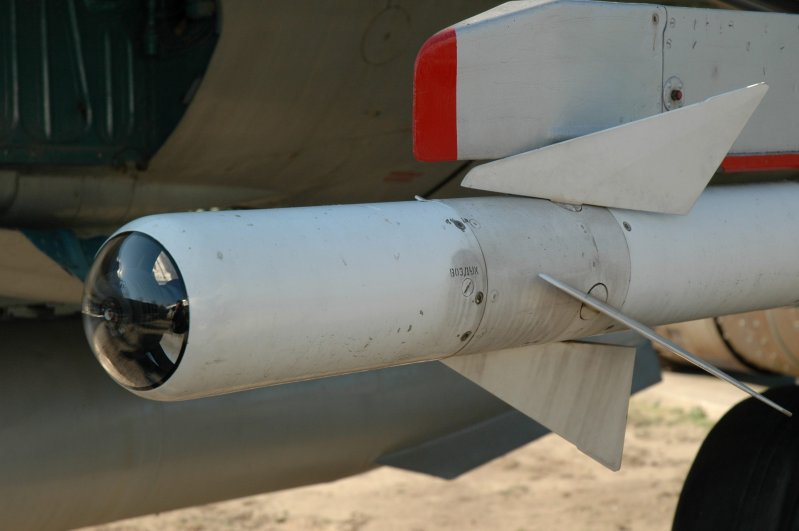
Particolare della testa cercante ad infrarossi e delle alette orientabili che guidano il missile sul bersaglio
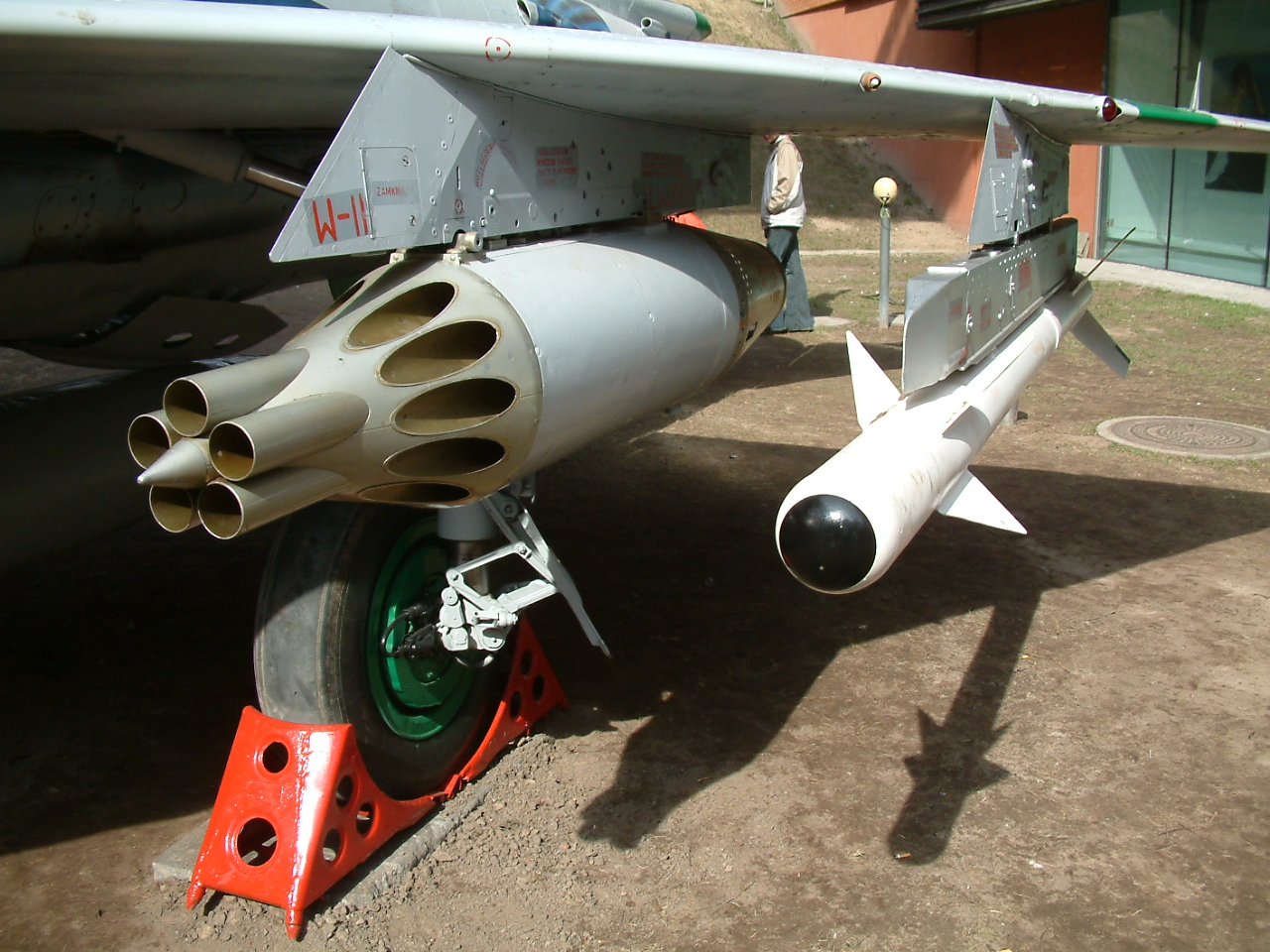
Un altro R-3 agganciato ad un pilone subalare di un MiG-21